# Puntius sachsii
Puntius sachsii är en fiskart som först beskrevs av Ahl 1923.  Puntius sachsii ingår i släktet Puntius och familjen karpfiskar. Inga underarter finns listade i Catalogue of Life.